# Kostiantyniwka (obwód odeski)
Kostiantyniwka (ukr. Костянтинівка) – wieś na Ukrainie, w obwodzie odeskim, w rejonie białogrodzkim, w hromadzie Kułewcza. W 2001 liczyła 220 mieszkańców.